# Iga Mitsuhiro
Mitsuhiro Iga (sinh ngày 31 tháng 7 năm 1977) là một cầu thủ bóng đá người Nhật Bản.

## Sự nghiệp câu lạc bộ
Mitsuhiro Iga đã từng chơi cho Urawa Reds.